# جمیدر (بخش مرکزی شهرستان سرباز)
جمیدر روستایی در دهستان سرباز بخش مرکزی شهرستان سرباز استان سیستان و بلوچستان ایران است.

## جمعیت
بر پایه سرشماری عمومی نفوس و مسکن در سال ۱۳۹۵ جمعیت این روستا ۵۲۱ نفر (۱۲۸خانوار) بوده‌است.